# Anselmo López Carreira
Anselmo López Carreira, nascido em Vigo, Pontevedra em 1951, é um historiador e professor galego.

## Trajetória
É licenciado (1976) e doutorado (1994) em História pela Universidade de Santiago de Compostela; é professor catedrático de História, é docente no IES María Soliño de Cangas, depois de ter trabalhado em Celanova, Verín, Santiago, Barcelona e Hannover. É também professor tutor da UNED de Ourense, professor catedrático do ensino secundário e historiador vinculado ao Instituto Padre Sarmiento de Estudos Galegos.
Anselmo López é autor de uma grande obra ensaística de investigação histórica, centrada na história medieval da Galiza. É também coautor de diversas histórias gerais da Galiza (1979, 1991, 1996 e 1997). Foi responsável pela assessoria histórica do role-playing game ao vivo Irmandiños: a revolta (2006-2008) e foi comisário curador da exposição Da Terra de Lemos ao Reino da Galiza, inaugurada em Ourense em Fevereiro de 2009.
Em 2022 foi curador científico do I Congresso Internacional sobre o Reino Medieval da Galiza, organizado pelo Conselho Provincial da Corunha e realizado de 19 a 22 de setembro no Museu do Povo Galego.

## Obra

### Ensaio

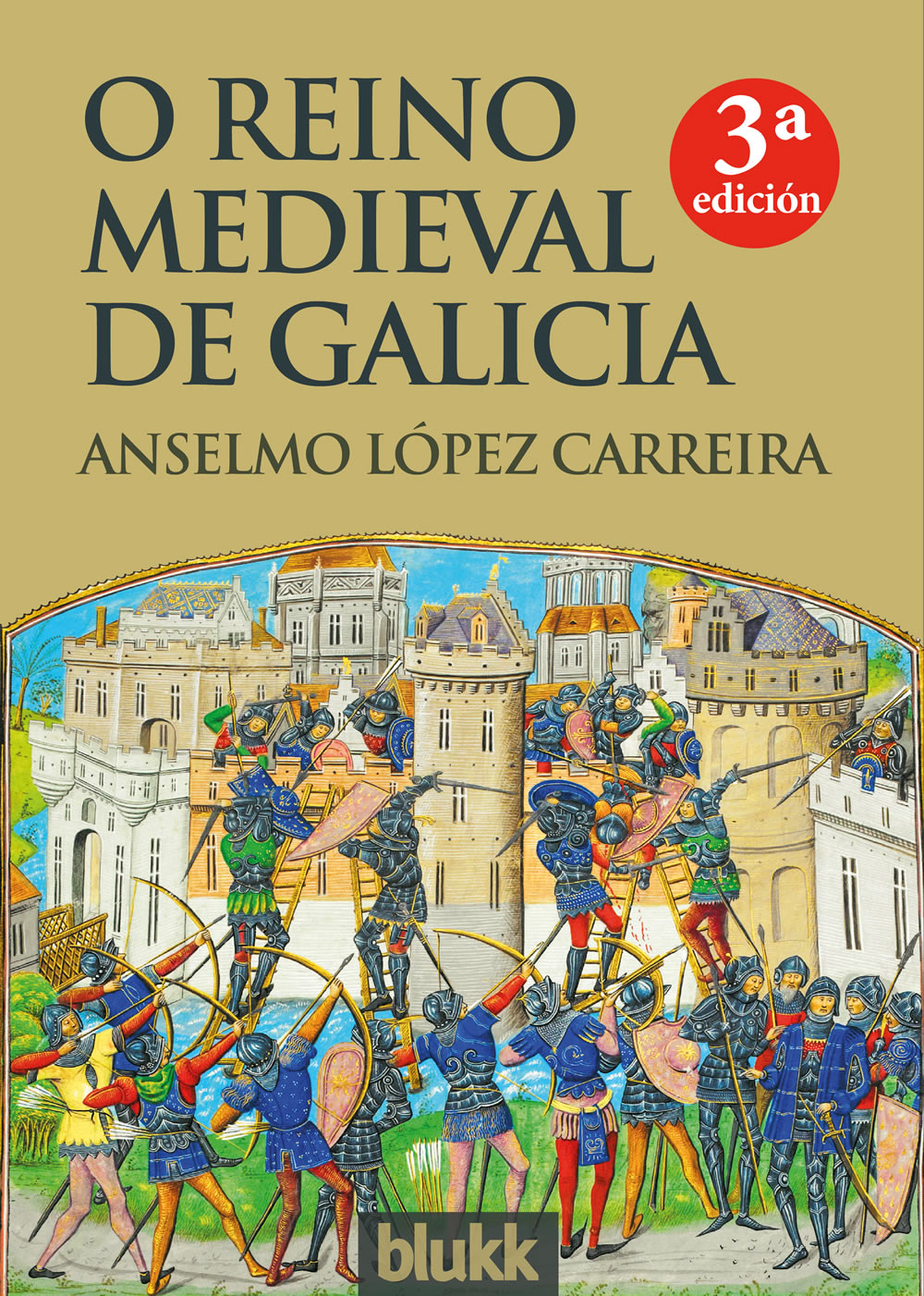
O reino medieval da Galicia, 3. ª edição, 2020.

- A revolución irmandiña (1987), Ourense, Galiza editora. ISBN 84-86129-13-3
- Os irmandiños: textos, documentos e bibliografía (1991), A Nosa Terra.
- Ourense no século XV: economía e sociedade urbana no Baixa Idade Media (1991), Vigo, Xerais. ISBN 84-7507-571
- De Ourense medieval, rexistro de Xoán García, notario do Concello de Ourense, do ano 1484 (1992), Museo Arqueolóxico de Ourense.
- Padróns de Ourense do século XV Fontes estatísticas para a historia medieval de Galicia (1995), Consello da Cultura Galega.
- Martiño de Dumio: a creación dun reino (1996), Vigo, Edicións do Cumio. ISBN 84-8289-044-1
- A cidade de Ourense no século XV: sociedade urbana na Galicia baixomedieval (1998), Ourense, Deputación de Ourense. ISBN 84-87575-60-9
- O pleito das fortalezas da cidade de Ourense (1455-1456) (1998), Ourense, Museo Arqueolóxico Provincial. ISBN 84-88522-06-1
- O Reino de Galiza (1998), A Nosa Terra. Promocións Culturais Galegas S.A., ISBN 84-89976-43-0.
- Cangas na Idade Media. Estudio e documentación (1999), concello de Cangas.
- A cidade medieval galega (1999), A Nosa Terra.
- Os reis de Galicia (2003), A Nosa Terra. ISBN 84-96203-27-1.
- O reino medieval de Galicia (2005), A Nosa Terra, Promocións Culturais Galegas, ISBN 84-96403-54-8. 2.ª edición en 2008 e 3.ª en 2020 (Blukk Editora Nacional)
- Libro De Protocolos De Xoán García, Notario De Ourense (Ano 1490) (2007), CSIC, Madrid, ISBN 8400086023 / 84-00-08602-3 EAN 9788400086022.
- Ourense monumental (2008), A Nosa Terra.
- Historia de Galicia (2013), Xerais. ISBN 978-84-9914-532-7.
- O Miño. Un caudal de historia (2015), Xerais. ISBN 978-84-9914-779-6.
- Arte e escritura na Galicia medieval. Séculos VI-X (2019). Xerais. 176 páxs. ISBN 978-84-9121-561-5.

### Edições
- Libro de notas de Álvaro Afonso: Ourense, 1434, 2001, Consello da Cultura Galega. 2ª edición en 2005.

### Obras coletivas
- Historia de Galicia (1979), AN-PG.
- Historia de Galicia (1992), A Nosa Terra.
- Historia Xeral de Galicia (1997), A Nosa Terra.
- História compacta do Reino da Galiza (c. 1997), Galiza Nova.
- Da terra de Lemos ao Reino de Galicia, em colaboração com Sabela López Pato (2009), Xunta de Galicia.
- Marcos Valcárcel. O valor da xenerosidade (2009), Difusora.
- Historia das historias de Galicia (2016), Xerais.
- Estudos sobre o Foro de Pontevedra (1169) (2019), concelho de Pontevedra. ISBN 978-84-09-11015-5.
- O Panteón Real (2019), concelho de Santiago de Compostela.
- O Reino medieval de Galicia: Crónica dunha desmemoria, con Xosé Miguel Andrade Cernadas (2020), Xerais.
- Como levar unha vida honesta (2023), Consello da Cultura Galega.

## Prêmios
- Prémio de Ensaio AELG 2006 pela obra O Reino Medieval da Galicia.[6]
- Prémio Ignacio Cerviño pela Recuperação do Património do município de Cangas em 2018.[7]
- 36 Prémio Antón Losada Diéguez 2021, por O Reino Medieval da Galiza: Crónica de uma desmemória. [8]
- A sua conversa com Orgullo Galego sobre a história do Reino da Galiza foi galardoada com o prémio do público na edição 2021 de Youtubeir@s.[9]

## Vida pessoal
Foi casado com a poeta Chus Pato, com quem teve duas filhas: a historiadora de arte Sabela López Pato e a tradutora Catuxa López Pato.